# Resours-F

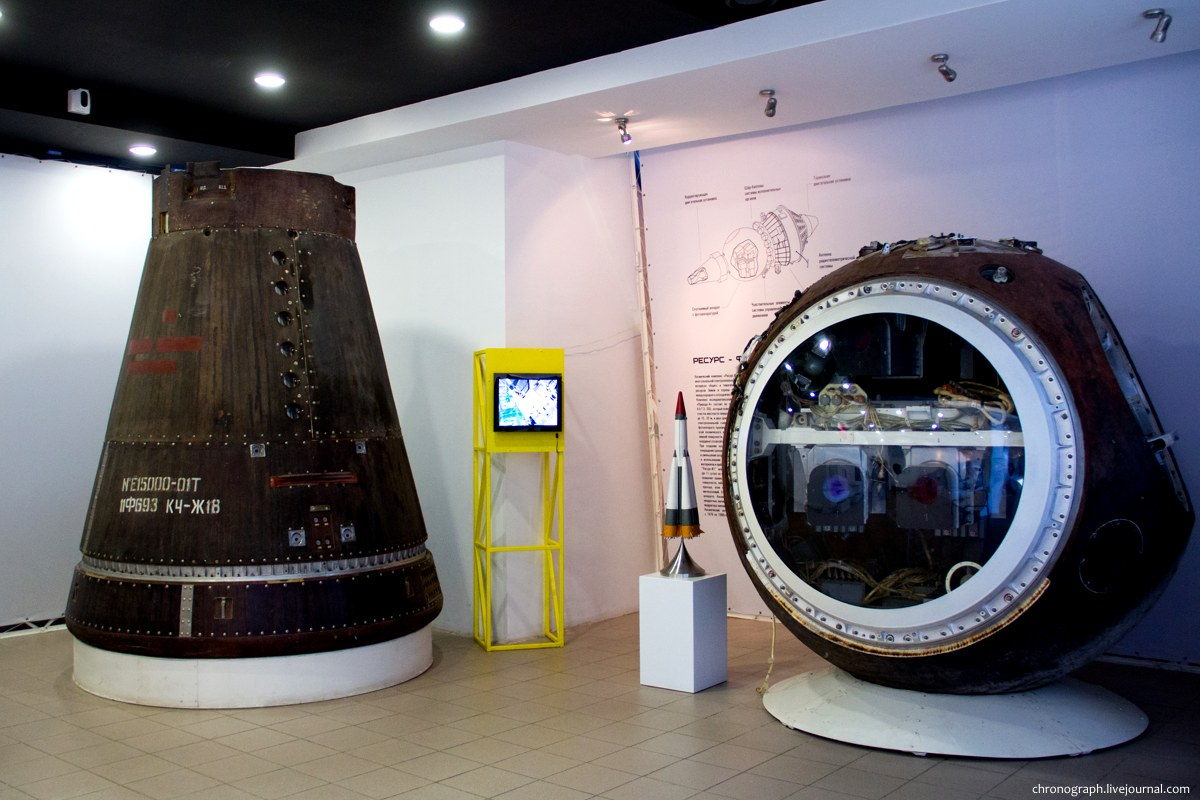
Module de descente d'un Resours-F1 (à droite), exposé avec celui d'un Iantar-2K (à gauche) à Samara

Resours-F (en russe : Ресурс-Ф) est une famille de satellites de reconnaissance photographique lancés par l'Union soviétique puis la Russie entre 1979 et 1999. Ces satellites sont dérivés des Zenit, eux-mêmes adaptés du vaisseau Vostok. Ils sont équipés d'un module de descente chargé de ramener sur Terre les films.

### Resours-F2

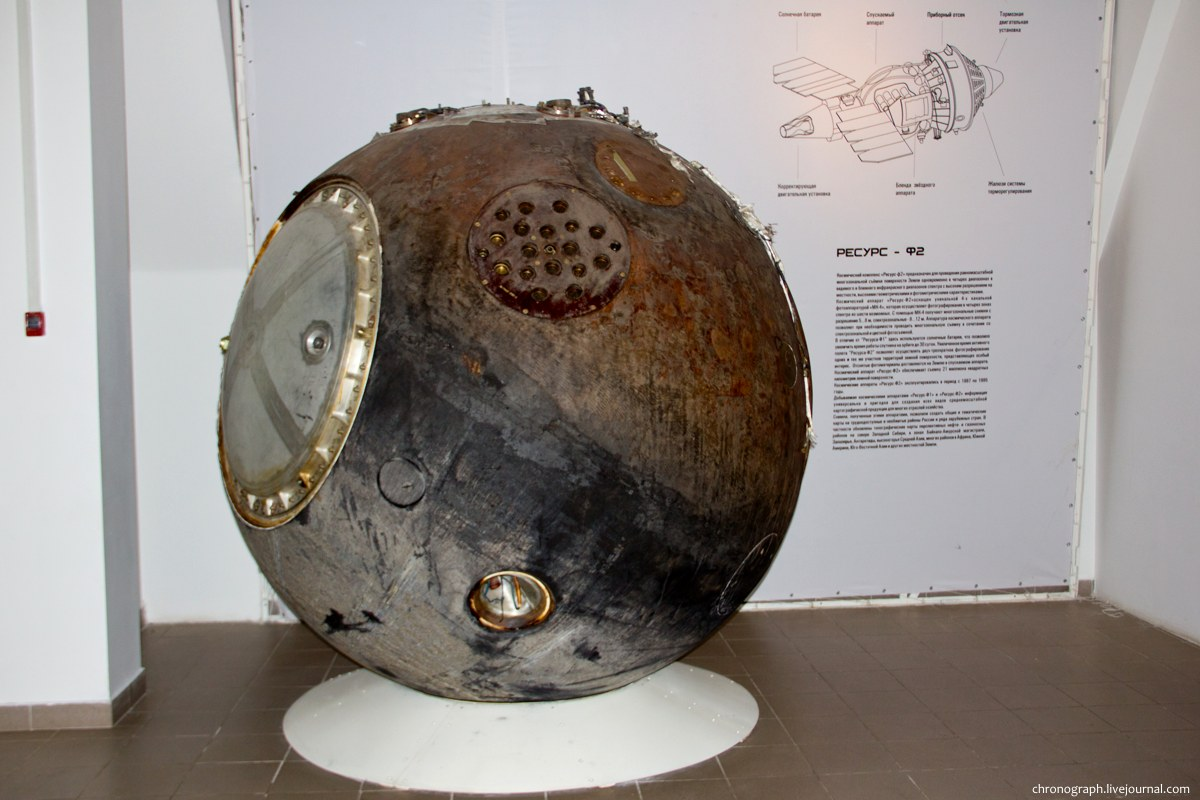
Resours-F2